# Kyle Lowry
Kyle Terrell Lowry (Philadelphia, 25 maart 1986) is een Amerikaanse basketballer.

## Carrière
Lowry speelde collegebasketbal van 2004 tot 2006 voor de Villanova Wildcats. In de NBA darft van 2006 werd hij als 26e gekozen door de Memphis Grizzlies. Hij speelde drie seizoen bij de Grizzlies maar miste bijna heel zijn eerste seizoen door een blessure. In 2009 werd hij geruild naar de Houston Rockets in een ruil waarbij ook de Orlando Magic betrokken waren net zoals Rafer Alston, Brian Cook, Adonal Foyle, Mike Wilks en een draftpick.
In 2012 werd hij geruild naar de Toronto Raptors voor Gary Forbes en een draftpick. Hij speelde negen seizoenen voor de Raptors en won met hen het NBA-kampioenschap in 2019 en was een NBA All-Star van 2015 tot 2020. In 2016 nam hij namens de Amerikaanse nationale ploeg deel aan de Olympische Spelen en won een gouden medaille. In augustus 2021 werd hij geruild naar de Miami Heat voor Precious Achiuwa en Goran Dragic. In januari 2024 werd hij geruild naar de Charlotte Hornets samen met een draftpick voor Terry Rozier. Twee weken later werd zijn contract ontbonden zonder voor hen te spelen. Hij tekende twee dagen later voor de Philadelphia 76ers.

## Erelijst
- NBA-kampioen: 2019
- NBA All-Star: 2015, 2016, 2017, 2018, 2019, 2020
- All-NBA Third Team: 2016
- Olympische Zomerspelen: 2016
- Nummer 1 teruggetrokken door de Villanova Wildcats

## Statistieken

### Regulier seizoen
| Seizoen      | Team               | WG    | WS  | MPW  | 2P%  | 3P%  | FW%   | RPW | APW | SPW | BPW | PPW  |
| ------------ | ------------------ | ----- | --- | ---- | ---- | ---- | ----- | --- | --- | --- | --- | ---- |
| 2006/07      | Memphis Grizzlies  | 10    | 0   | 17,5 | 36,8 | 37,5 | 89,3  | 3,1 | 3,2 | 1,4 | 0,1 | 5,6  |
| 2007/08      | Memphis Grizzlies  | 82    | 9   | 25,5 | 43,2 | 25,7 | 69,8  | 3,0 | 3,6 | 1,1 | 0,3 | 9,6  |
| 2008/09      | Memphis Grizzlies  | 49    | 21  | 21,9 | 41,2 | 24,6 | 80,1  | 2,3 | 3,6 | 1,0 | 0,2 | 7,6  |
| 2008/09      | Houston Rockets    | 28    | 0   | 21,7 | 47,5 | 27,6 | 80,0  | 2,8 | 3,5 | 0,8 | 0,3 | 7,6  |
| 2009/10      | Houston Rockets    | 68    | 0   | 24,3 | 39,7 | 27,2 | 82,7  | 3,6 | 4,5 | 0,9 | 0,1 | 9,1  |
| 2010/11      | Houston Rockets    | 75    | 71  | 34,2 | 42,6 | 37,6 | 76,5  | 4,1 | 6,7 | 1,4 | 0,3 | 13,5 |
| 2011/12      | Houston Rockets    | 47    | 38  | 32,1 | 40,9 | 37,4 | 86,4  | 4,5 | 6,6 | 1,6 | 0,3 | 14,3 |
| 2012/13      | Toronto Raptors    | 68    | 52  | 29,7 | 40,1 | 36,2 | 79,5  | 4,7 | 6,4 | 1,4 | 0,4 | 11,6 |
| 2013/14      | Toronto Raptors    | 79    | 79  | 36,2 | 42,3 | 38,0 | 81,3  | 4,7 | 7,4 | 1,5 | 0,2 | 17,9 |
| 2014/15      | Toronto Raptors    | 70    | 70  | 34,5 | 41,2 | 33,8 | 80,8  | 4,7 | 6,8 | 1,6 | 0,2 | 17,8 |
| 2015/16      | Toronto Raptors    | 77    | 77  | 37,0 | 42,7 | 38,8 | 81,1  | 4,7 | 6,4 | 2,1 | 0,4 | 21,2 |
| 2016/17      | Toronto Raptors    | 60    | 60  | 37,4 | 46,4 | 41,2 | 81,9  | 4,8 | 7,0 | 1,5 | 0,3 | 22,4 |
| 2017/18      | Toronto Raptors    | 78    | 78  | 32,2 | 42,7 | 39,9 | 85,4  | 5,6 | 6,9 | 1,1 | 0,2 | 16,2 |
| 2018/19      | Toronto Raptors    | 65    | 65  | 34,0 | 41,1 | 34,7 | 83,0  | 4,8 | 8,7 | 1,4 | 0,5 | 14,2 |
| 2019/20      | Toronto Raptors    | 58    | 58  | 36,2 | 41,6 | 35,2 | 85,7  | 5,0 | 7,5 | 1,4 | 0,4 | 19,4 |
| 2020/21      | Toronto Raptors    | 46    | 46  | 34,8 | 43,6 | 39,6 | 87,5  | 5,4 | 7,3 | 1,0 | 0,3 | 17,2 |
| 2021/22      | Miami Heat         | 63    | 63  | 33,9 | 44,0 | 37,7 | 85,1  | 4,5 | 7,5 | 1,1 | 0,3 | 13,4 |
| 2022/23      | Miami Heat         | 55    | 44  | 31,2 | 40,4 | 34,5 | 85,9  | 4,1 | 5,1 | 1,0 | 0,4 | 11,2 |
| 2023/24      | Miami Heat         | 37    | 35  | 28,0 | 42,6 | 38,5 | 83,3  | 3,5 | 4,0 | 1,1 | 0,4 | 8,2  |
| 2023/24      | Philadelphia 76ers | 23    | 20  | 28,4 | 44,4 | 40,4 | 84,8  | 2,8 | 4,6 | 0,9 | 0,3 | 8,0  |
| Carrière     | Carrière           | 1.138 | 886 | 31,7 | 42,4 | 36,8 | 81,5  | 4,3 | 6,2 | 1,3 | 0,3 | 14,3 |
| NBA All-Star | NBA All-Star       | 6     | 2   | 22,3 | 35,4 | 27,1 | 100,0 | 4,2 | 6,7 | 2,3 | 0,2 | 10,5 |

### Play-in
| Seizoen  | Team               | WG | WS | MPW  | 2P%  | 3P%  | FW%   | RPW | APW | SPW | BPW | PPW  |
| -------- | ------------------ | -- | -- | ---- | ---- | ---- | ----- | --- | --- | --- | --- | ---- |
| 2022/23  | Miami Heat         | 2  | 0  | 26,2 | 61,9 | 58,3 | 100,0 | 4,0 | 3,0 | 0,5 | 0,0 | 19,0 |
| 2023/24  | Philadelphia 76ers | 1  | 1  | 29,0 | 30,0 | 20,0 | —     | 5,0 | 1,0 | 2,0 | 0,0 | 7,0  |
| Carrière | Carrière           | 3  | 1  | 27,1 | 51,6 | 47,1 | 100,0 | 4,3 | 2,3 | 1,0 | 0,0 | 15,0 |

### Play-offs
| Seizoen  | Team            | WG  | WS | MPW  | 2P%  | 3P%  | FW%  | RPW | APW | SPW | BPW | PPW  |
| -------- | --------------- | --- | -- | ---- | ---- | ---- | ---- | --- | --- | --- | --- | ---- |
| 2008/09  | Houston Rockets | 13  | 0  | 19,5 | 33,3 | 25,0 | 74,2 | 2,9 | 2,5 | 0,9 | 0,1 | 5,3  |
| 2013/14  | Toronto Raptors | 7   | 7  | 38,7 | 40,4 | 39,5 | 87,8 | 4,7 | 4,7 | 0,9 | 0,0 | 21,1 |
| 2014/15  | Toronto Raptors | 4   | 4  | 32,8 | 31,6 | 21,7 | 72,7 | 5,5 | 4,8 | 1,3 | 0,0 | 12,3 |
| 2015/16  | Toronto Raptors | 20  | 20 | 38,3 | 39,7 | 30,4 | 75,0 | 4,7 | 6,0 | 1,6 | 0,2 | 19,1 |
| 2016/17  | Toronto Raptors | 8   | 8  | 37,6 | 46,2 | 34,2 | 81,8 | 3,1 | 5,9 | 1,5 | 0,5 | 15,8 |
| 2017/18  | Toronto Raptors | 10  | 10 | 36,1 | 50,8 | 44,4 | 81,3 | 4,3 | 8,5 | 1,5 | 0,0 | 17,4 |
| 2018/19  | Toronto Raptors | 24  | 24 | 37,5 | 44,0 | 35,9 | 80,2 | 4,9 | 6,6 | 1,3 | 0,3 | 15,0 |
| 2019/20  | Toronto Raptors | 11  | 11 | 37,5 | 41,9 | 31,9 | 80,0 | 6,5 | 5,8 | 1,7 | 0,7 | 17,7 |
| 2021/22  | Toronto Raptors | 10  | 10 | 29,5 | 29,1 | 24,1 | 78,9 | 3,6 | 4,7 | 1,2 | 0,7 | 7,8  |
| 2022/23  | Toronto Raptors | 23  | 1  | 26,1 | 42,5 | 37,5 | 93,9 | 3,5 | 4,4 | 1,0 | 0,6 | 9,2  |
| Carrière | Carrière        | 130 | 95 | 33,0 | 41,2 | 33,8 | 80,4 | 4,3 | 5,4 | 1,3 | 0,3 | 13,8 |

4 Jimmy Butler · 
5 Kevin Durant · 
6 DeAndre Jordan · 
7 Kyle Lowry · 
8 Harrison Barnes · 
9 DeMar DeRozan · 
10 Kyrie Irving · 
11 Klay Thompson · 
12 DeMarcus Cousins · 
13 Paul George · 
14 Draymond Green · 
15 Carmelo Anthony · 
Coach Mike Krzyzewski
1 McCaw ·
2 Leonard ·
3 Anunoby ·
7 Lowry ·
8 Loyd ·
9 Ibaka ·
13 Miller ·
14 Green ·
15 Moreland ·
17 Lin ·
20 Meeks ·
23 VanVleet ·
24 Powell ·
25 Boucher ·
33 Gasol ·
43 Siakam ·
Coach Nurse